# Dicerothamnus rhinocerotis
Dicerothamnus rhinocerotis là một loài thực vật có hoa trong họ Cúc. Loài này được (L.f.) Koek. mô tả khoa học đầu tiên.